# Wanderson de Oliveira
Wanderson de Oliveira (Rio de Janeiro, 26 de março de 1997) é um boxeador brasileiro. 

## Carreira
Nascido no Complexo da Maré, favela do Rio de Janeiro, Wanderson jogou futebol até descobrir o boxe. Recebeu o apelido de Sugar, devido aos socos de “manivela”, característicos do boxeador norte-americano Sugar Ray Leonard.
Ele fez sua estreia em Mundiais no Campeonato Mundial de Boxe da AIBA de 2017, onde venceu por unanimidade o queniano Nicholas Okoth na fase inicial. Na 2ª rodada, perdeu para o francês Sofiane Oumiha, vice-campeão dos Jogos Olímpicos do Rio em 2016, que acabou sendo campeão deste torneio.
Nos Jogos Sul-Americanos de 2018, realizados em Cochabamba, na Bolívia, conquistou a medalha de ouro na categoria Peso Leve (60kg).
Ele chegou às quartas de final do Campeonato Mundial de Boxe da AIBA de 2019 realizado na Rússia, na categoria Meio-médio leve.
Nos Jogos Olímpicos de Verão de 2020, realizados em Tóquio, no Japão, chegou às quartas de final, sendo eliminado pelo cubano Andy Cruz, que terminou como campeão olímpico de 2020.
No Campeonato Mundial Militar de Boxe de 2021, realizado em Moscou, na Rússia, Wanderson de Oliveira chegou às semifinais da categoria -64 kg, onde foi derrotado pelo bielorrusso Dzmitry Asanau e ficou com a medalha de bronze.
No Campeonato Mundial de Boxe da AIBA de 2021 realizado em Belgrado, Sérvia, ele chegou às quartas de final na categoria meio-médio, onde perdeu para o americano Omari Jones, que acabou ganhando a prata neste torneio.
Nos Jogos Sul-Americanos de 2022, realizados em Assunção, no Paraguai, conquistou seu segundo título, agora na categoria peso médio leve.
No Campeonato Mundial de Boxe da AIBA de 2023 realizado em Tashkent, Uzbequistão, Wanderson de Oliveira foi derrotado pelo uzbeque Saidjamshid Jafarov na semifinal da categoria peso-médio ligeiro (-71kg), obtendo a medalha de bronze.
No Jogos Pan-Americanos de 2023 realizado em Santiago, Chile, onde participou pela primeira vez desta competição, foi surpreendido na primeira fase pelo equatoriano José Gabriel Tenório, sendo eliminado nas oitavas de final.